# Marc Eliot
Marc Eliot est une série télévisée française en 20 épisodes de 52 minutes, créée par Tito Topin et diffusée entre le 17 décembre 1998 et le 28 mai 2005 sur TF1 et rediffusée sur 13ème rue, TV Breizh et Direct 8.

## Synopsis
Cette série met en scène les enquêtes du capitaine Eliot qui travaille à la brigade anti-délinquance. 

## Distribution
- Xavier Deluc : Marc Eliot
- Catherine Wilkening : Tina Paccard
- Kader Boukhanef : Sam Berkani
- Jean-Michel Tinivelli : Jacques Saddoul
- Julie Dumas : Violette Mousson
- Stéphane Boucher : Claude Saragosse
- Jeanne Marine : Charlotte Miquel
- Thérèse Liotard : Caroline Deutsch
- Catherine Jacob : La directrice (1 épisode)

## Épisodes

### Première saison (1998-1999)
1. Les Deux Flics
2. Le Passé d'une femme
3. C'est pas une façon d'aimer
4. Les Deux Frères
5. Bande de filles
6. La Traque

### Deuxième saison (2000)
1. Gâche pas ta vie
2. Ces flics qu'on dit sauvages

### Troisième saison (2002)
1. Un beau salaud
2. L'Enlèvement de Carmen
3. La Rançon de l'amour
4. Mexico, terminus
5. Le Soldat perdu
6. Trois femmes

### Quatrième saison (2005)
1. Tant qu'il y aura des flics
2. C'est votre enfant
3. Tes père et mère tu honoreras
4. L'Amour en cavale
5. Une jeune femme pauvre
6. Quatre cent suspects